# Moûtiers
Moûtiers – miejscowość i gmina we Francji, w regionie Owernia-Rodan-Alpy, w departamencie Sabaudia. W 2017 roku populacja gminy wynosiła 3958 mieszkańców. Nazwa miejscowości wywodzi się od łacińskiego Monasterium (klasztor).
W Moûtiers Doron de Bozel uchodzi do rzeki Isère. 

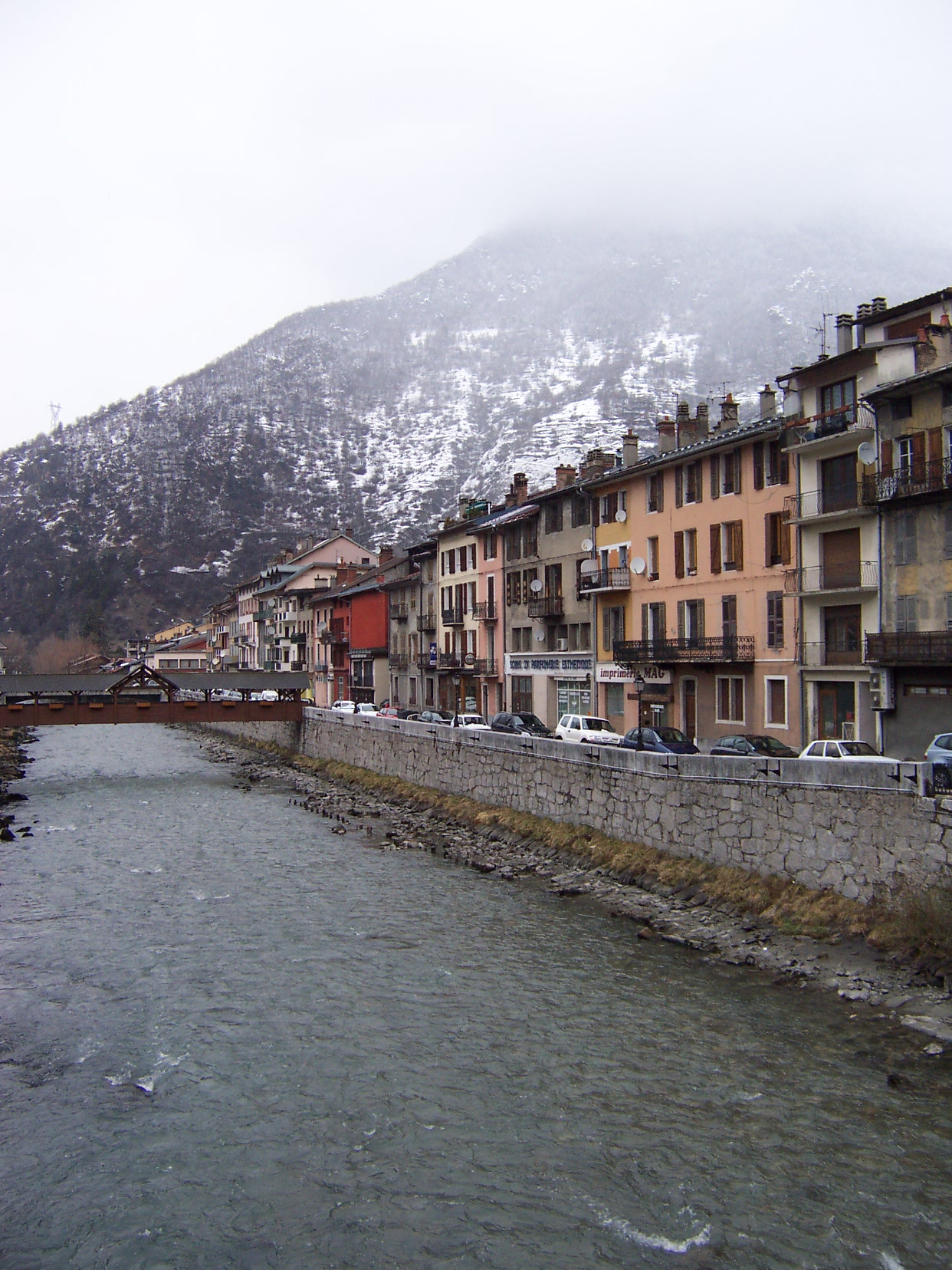
Moûtiers, 2006
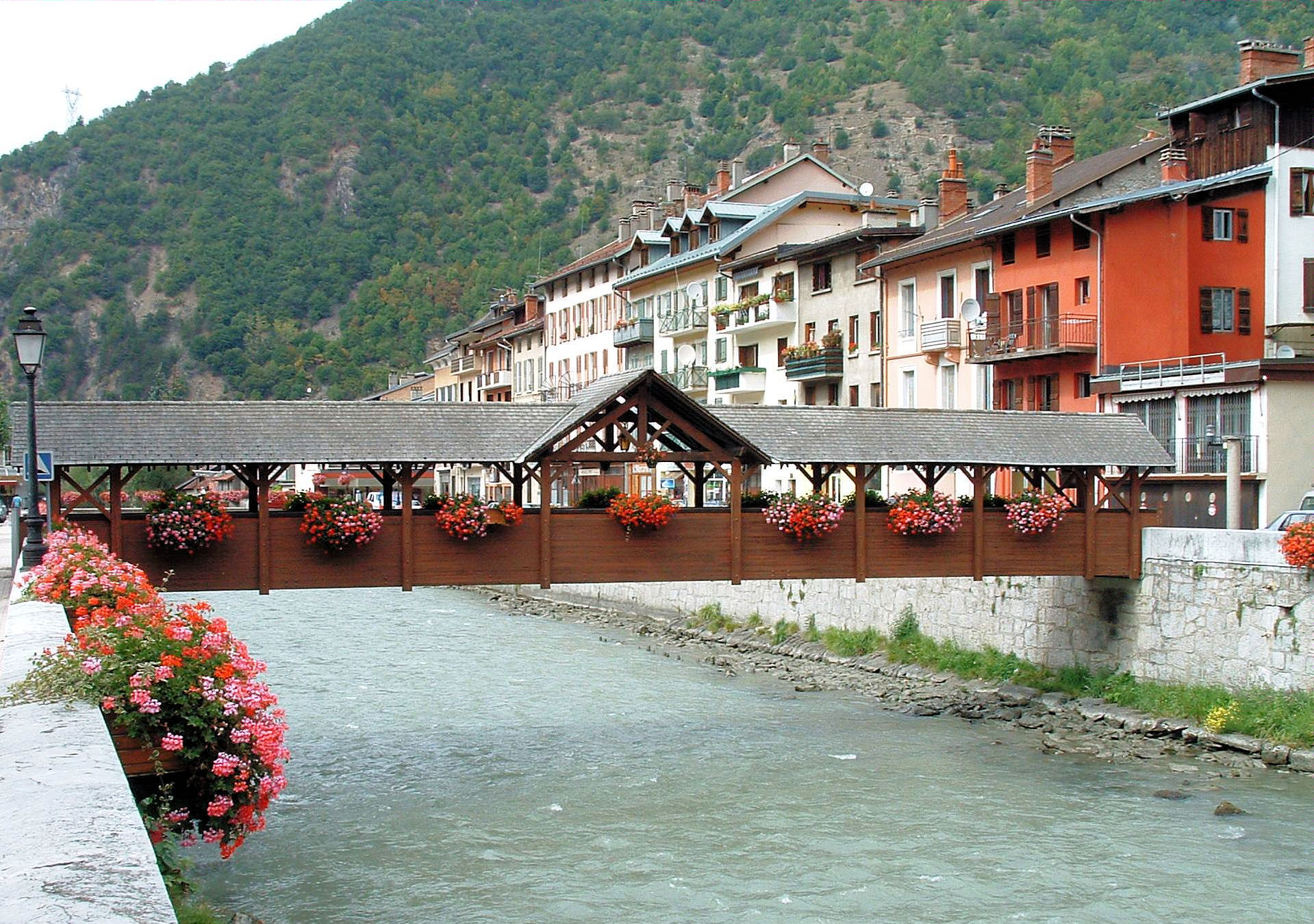
Moûtiers, 2005
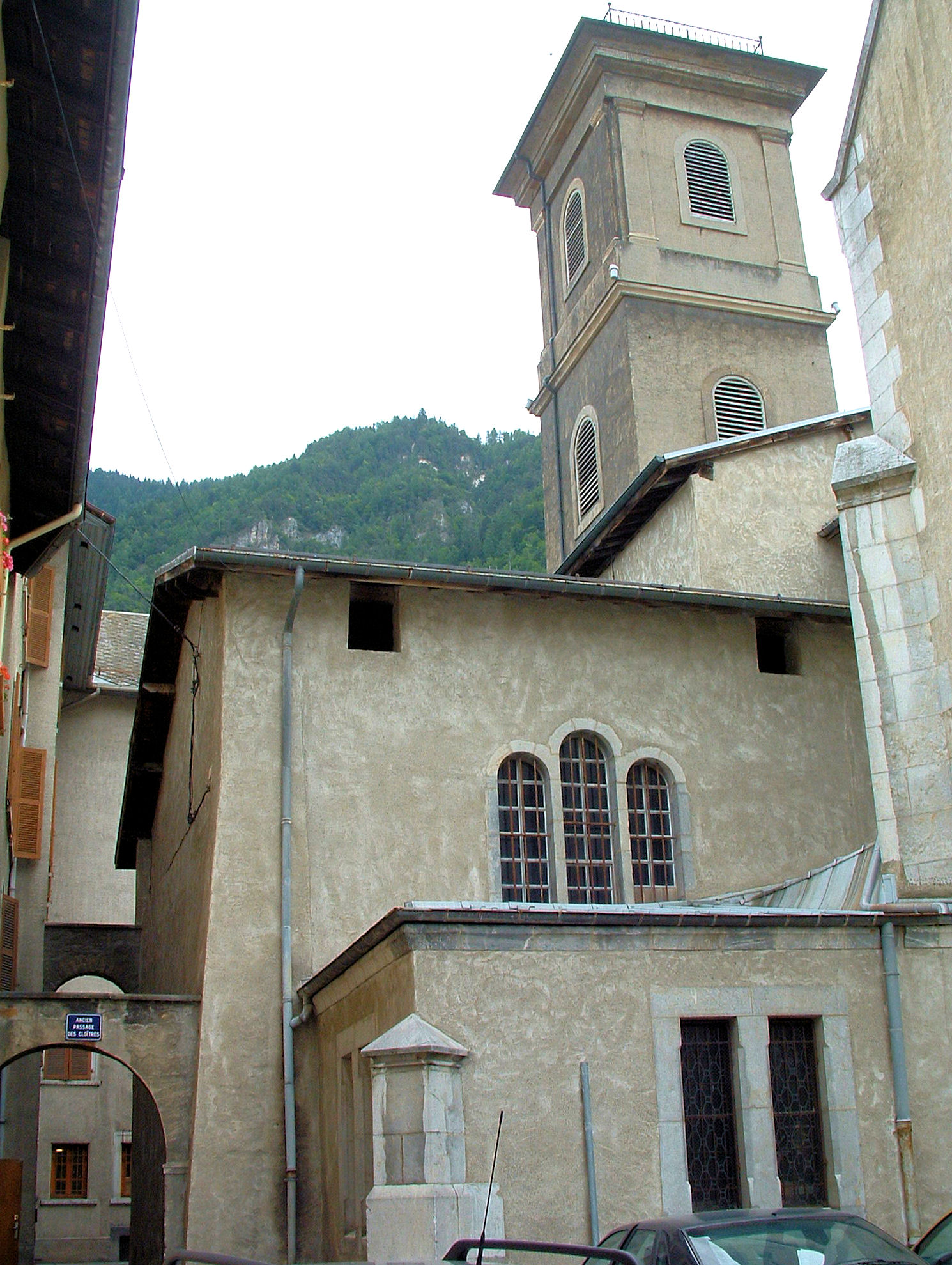
Katedra św. Piotra w Moûtiers, 2005
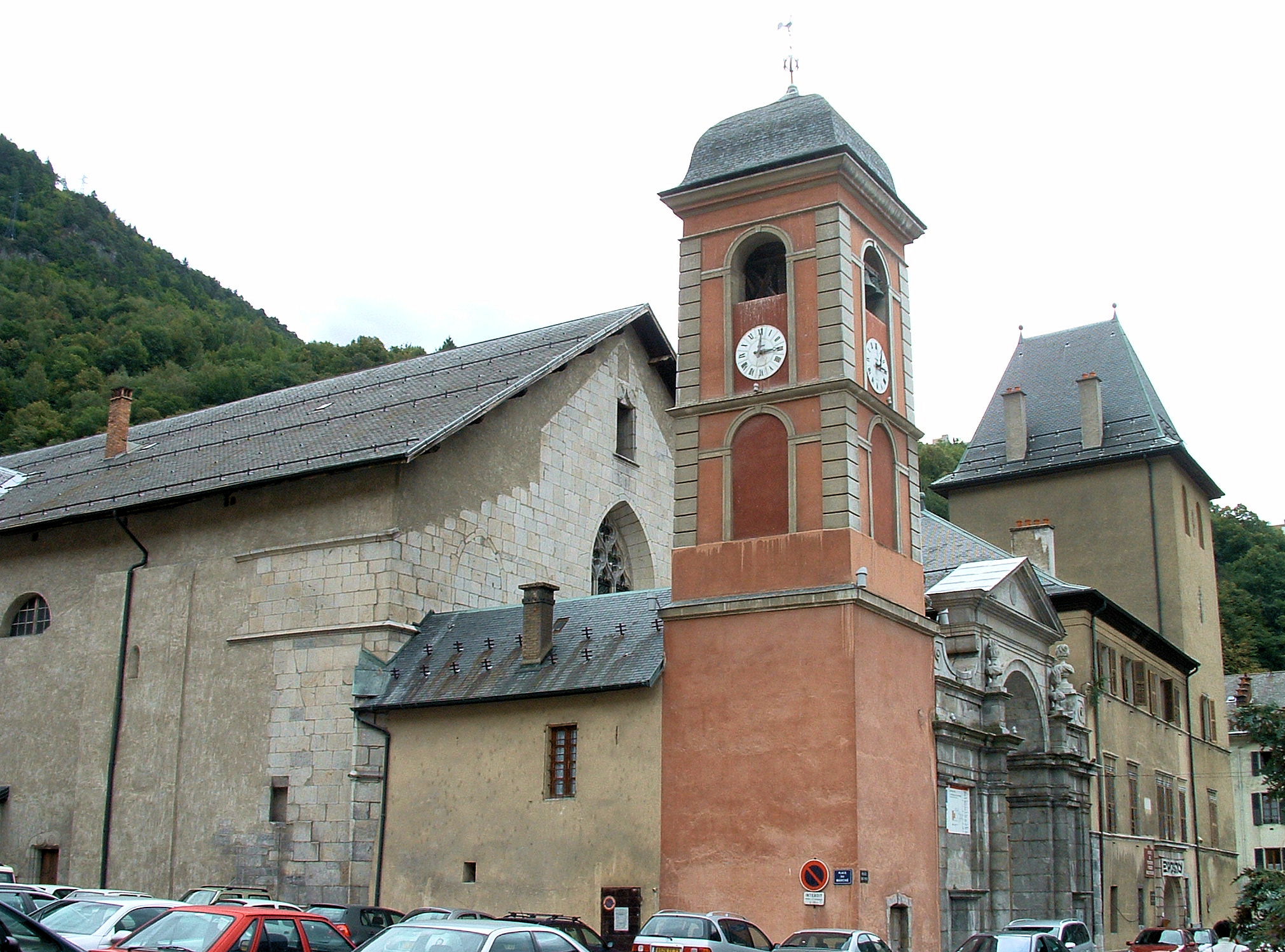
Katedra św. Piotra w Moûtiers, 2005